# Eggert Magnússon
Eggert Magnússon, född den 20 februari 1947, är en isländsk affärsman, tidigare ordförande för Islands fotbollsförbund (Knattspyrnusamband Íslands) och före detta ordförande för West Ham United. Han har sålt sina 5 % i klubben.